# (2835) Ryoma
(2835) Ryoma est un astéroïde de la ceinture principale.

## Description
(2835) Ryoma est un astéroïde de la ceinture principale. Il fut découvert le 20 novembre 1982 à Geisei par Tsutomu Seki. Il fut nommé en honneur de Sakamoto Ryōma. Il présente une orbite caractérisée par un demi-grand axe de 2,75 UA, une excentricité de 0,08 et une inclinaison de 1,3° par rapport à l'écliptique.

## Compléments